# 30183 Murali
30183 Murali este un asteroid din centura principală de asteroizi.

## Descriere
30183 Murali este un asteroid din centura principală de asteroizi. A fost descoperit pe 6 aprilie 2000 la Socorro, New Mexico, în cadrul proiectului LINEAR. Asteroidul prezintă o orbită caracterizată de o semiaxă mare de 2,41 ua, o excentricitate de 0,17 și o înclinație de 4,2° în raport cu ecliptica.